# العناية شرح الهداية
العناية شرح الهداية هو كتاب فقه على المذهب الحنفي شرح فيه مؤلفه أكمل الدين البابرتي (ت 786هـ) كتاب الهداية شرح بداية المبتدي في فروع الفقه الحنفي للإمام شيخ الإسلام برهان الدين المرغيناني (ت 593هـ) وسماه: العناية شرح الهداية، اختصره من كتاب النهاية شرح الهداية لشيخه حسام الدين السغناقي (ت 710هـ) فجاء به منقحاً ومهذباً، ذكر فيه الدليل ورتبه ترتيباً فقهياً بالكتب والفصول، وذكر فيه آراء علماء مذهبه وبين الراجح منها، كما يذكر آراء علماء المذاهب الأخرى، ويتعرض لشرح بعض الألفاظ شرحاً لغوياً لبيان المعنى المراد.